# Élections sénatoriales de 1989 dans le Gers
Les élections sénatoriales dans le Gers ont lieu le dimanche 24 septembre 1989. 
Elles ont pour but d'élire les sénateurs représentant le département au Sénat pour un mandat de neuf ans.

## Contexte départemental
Lors des élections sénatoriales du 28 septembre 1980 dans le Gers, un sénateur PS et un sénateur UDF sont élus, Abel Sempé et Marc Castex.
Depuis, tous les effectifs du collège électoral des grands électeurs sont renouvelés, avec les élections législatives de 1988 dans le Gers, les élections régionales françaises de 1986, les élections cantonales de 1985 et 1988 et les élections municipales françaises de 1989.

## Rappel des résultats de 1980
| Candidat et parti politique | Candidat et parti politique | Candidat et parti politique | Premier tour | Premier tour |
| Candidat et parti politique | Candidat et parti politique | Candidat et parti politique | Voix         | %            |
| --------------------------- | --------------------------- | --------------------------- | ------------ | ------------ |
|                             | Abel Sempé                  | PS                          | '            | '            |
|                             | Marc Castex                 | UDF                         | '            | '            |
|                             |                             |                             |              |              |
| Inscrits                    | Inscrits                    | Inscrits                    |              | 100,00       |
| Abstentions                 |                             |                             |              |              |
| Votants                     |                             |                             |              |              |
| Blancs et nuls              |                             |                             |              |              |
| Exprimés                    |                             |                             |              |              |

## Sénateurs sortants
| Sénateur | Sénateur    | Parti | Fonctions lors de l'élection en 1980      |
| -------- | ----------- | ----- | ----------------------------------------- |
|          | Abel Sempé  | PS    | Conseiller général, maire d'Aignan        |
|          | Marc Castex | UDF   | Conseiller général, maire de Vic-Fezensac |

## Candidats
Dans le Gers, les sénateurs sont élus au scrutin majoritaire à deux tours. 
| Candidats | Candidats       | Parti | Principale fonction                            |
| --------- | --------------- | ----- | ---------------------------------------------- |
|           | Joseph Lamothe  | PCF   | Maire de Chelan, conseiller général            |
|           | André Sotom     | PCF   | Adjoint au maire d'Auch                        |
|           | Robert Castaing | PS    | Conseiller général, maire de Lectoure          |
|           | Aubert Garcia   | PS    | Cconseiller général, maire de Castéra-Verduzan |
|           | Max Laborie     | UDF   | Cconseiller général, maire de Cologne          |
|           | Yves Rispat     | RPR   | Cconseiller général, maire de Lupiac           |
|           | Jean Fiandry    | DIV   |                                                |

## Résultats
Les nouveaux représentants sont élus pour une législature de 9 ans au suffrage universel indirect par les 753 grands électeurs du département.
| Candidat et parti politique | Candidat et parti politique | Candidat et parti politique | Premier tour | Premier tour | Second tour | Second tour |
| Candidat et parti politique | Candidat et parti politique | Candidat et parti politique | Voix         | %            | Voix        | %           |
| --------------------------- | --------------------------- | --------------------------- | ------------ | ------------ | ----------- | ----------- |
|                             | Robert Castaing             | PS                          | 408          | 54,91        |             |             |
|                             | Aubert Garcia               | PS                          | 363          | 48,86        | 382         | 52,11       |
|                             | Yves Rispat                 | RPR                         | 332          | 44,68        | 350         | 47,75       |
|                             | Max Laborie                 | UDF                         | 274          | 36,88        |             |             |
|                             | Joseph Lamothe              | PCF                         | 58           | 7,81         |             |             |
|                             | André Sotom                 | PCF                         | 50           | 6,73         |             |             |
|                             | Jean Fiandry                | DIV                         | 0            | 0,00         | 1           | 0,14        |
|                             |                             |                             |              |              |             |             |
| Inscrits                    | Inscrits                    | Inscrits                    | 753          | 100,00       | 753         | 100,00      |
| Abstentions                 | Abstentions                 | Abstentions                 | 3            | 0,40         | 7           | 0,93        |
| Votants                     | Votants                     | Votants                     | 750          | 99,60        | 746         | 99,07       |
| Blancs et nuls              | Blancs et nuls              | Blancs et nuls              | 7            | 0,93         | 13          | 1,74        |
| Exprimés                    | Exprimés                    | Exprimés                    | 743          | 99,07        | 733         | 98,26       |